# Caspingium

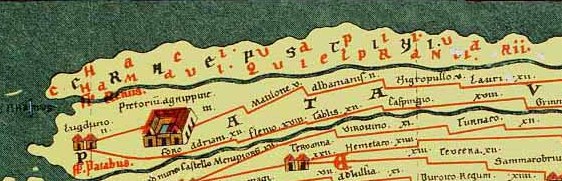
Fragment van de Tabula Peutingeriana met Caspingio gelegen tussen Tablis en Grinnibus

Caspingium of Caspingio was een Romeinse nederzetting in de provincie Neder-Germanië (Germania Inferior) aan de heerweg van Noviomagus (Nijmegen) naar Lugdunum Batavorum (Katwijk-Brittenburg). De plaats staat vermeld op de  Peutingerkaart tussen Grinnibus (Grinnes) (Rossum?) en Tablis (Oud-Alblas?).
De Peutingerkaart geeft naar alle waarschijnlijkheid de situatie weer in de vroege 3e eeuw na Chr., toen er een heerweg liep vanaf Nijmegen, hoofdstad van de civitas Batavorum (het stamgebied der Bataven) naar Forum Hadriani, de hoofdstad van de Cananefaatse civitas, en vandaar naar de meest westelijke nederzetting aan de Rijn, Lugdunum Batavorum. Deze heerweg volgde grotendeels de loop van Waal en Maas, die op de Peutingerkaart als één rivier worden weergegeven met de naam Patabus (een verschrijving van Batavus). Caspingium was een van de pleisterplaatsen langs deze weg, op een afstand van 12 Gallische mijl (ca. 26,5 km) van Tablis en 18 (ca. 40 km) vanaf Grinnes. Mogelijk was Caspingium een baanpost (statio): een officiële Romeinse halteplaats waar koeriers of reizigers konden eten, baden, overnachten en van paard kon worden gewisseld.

## De locatie van Caspingium
Naast de vermelding op de Peutingerkaart zijn er nooit concrete archeologische of historische aanwijzingen gevonden voor de locatie van Caspingium. De 18e-eeuwse Franse cartograaf Jean Baptiste Bourguignon d'Anville plaatste Caspingium in Asperen, op grond van de overeenkomst in naam en de afstand tot Oud-Alblas, waar hij de locatie van Tablis vermoedde.
Een alternatieve hypothese is dat Caspingium gelegen was in de huidige Biesbosch, bij een plaats die in de Middeleeuwen bekendstond als Almsvoet. Deze theorie is vooral gebaseerd op de veronderstelling dat Caspingium dichter bij de Maas moet hebben gelegen dan Asperen, dat aan de Linge ligt.
Omdat geen van beide plaatsen op basis van de schaarse gegevens erg waarschijnlijk lijken, is recent geopperd dat Caspingium misschien in Gorinchem moet worden gezocht.